# Sibsey
Sibsey – wieś w Anglii, w hrabstwie Lincolnshire, w dystrykcie East Lindsey. Leży 44 km na południowy wschód od Lincoln i 170 km na północ od Londynu.